# Balthazar (Band)
Balthazar ist eine belgische Indie-Rock-Band aus Gent. Die Band wurde im Jahr 2004 gegründet. Sie besteht aus den Mitgliedern Maarten Devoldere, Jinte Deprez, Simon Casier, Michiel Balcaen und Tijs Delbeke.

## Geschichte
Im Jahr 2004 gründeten Devoldere, Deprez sowie Patrica Vanneste mit dem Bassisten Joachim Quartier und dem Schlagzeuger Koen Verfaillie die Band Lost and Found, mit der sie in den Jahren 2004 und 2005 verschiedene belgische Talentwettbewerbe gewinnen konnten. Die Band benannte sich schließlich in Balthazar um. 2006 veröffentlichte die Band eine so betitelte EP. 2007 verließen Quartier und Verfaillie die Band und wurden durch Simon Casier und Christophe Claeys ersetzt. Balthazar veröffentlichte die Single This Is a Flirt, mit der sie nationale Bekanntheit gewinnen konnte.
Im Jahr 2009 spielte die Band erstmals Konzerte außerhalb Belgiens. Nach Auftritten in Deutschland, der Schweiz, Frankreich und den Niederlanden folgte eine Tour durch verschiedene Klubs in Südafrika. Danach nahmen sie ihr erstes Studioalbum auf, welches im Jahr 2010 unter dem Titel Applause veröffentlicht wurde. Es folgten Auftritte auf verschiedenen Festivals, unter anderem dem Pukkelpop- und Rock-Werchter-Festival, wodurch die Bekanntheit der Gruppe weiter anstieg. 2011 spielte sie ein Konzert in New York.
Am 15. Oktober 2012 veröffentlichte Balthazar das zweite Studioalbum namens Rats, das im Rahmen der Music Industry Awards als bestes Album ausgezeichnet wurde.
2014 verließ der Schlagzeuger Christophe Claeys die Band; ihn ersetzt seitdem Michiel Balcaen als neuer Schlagzeuger.
Balthazars drittes Album Thin Walls wurde von Ben Hillier produziert und erschien 2015. Die erste Single daraus, Then What, wurde vorab veröffentlicht, später erfolgten als weitere Auskopplungen Bunker und Nightclub. Bei den Music Industry Awards im selben Jahr waren Balthazar Gewinner in den Kategorien Beste Gruppe und Bestes Album.
Anschließend benötigte Balthazar eine Pause, da es der Band – so Aussagen der involvierten Musiker – nach ihrem Album Thin Walls an Kreativität und Motivation für ein neues Album mangelte. Einige Bandmitglieder arbeiteten seitdem an Soloprojekten: Maarten Devoldere veröffentlichte mit seinem Side-Projekt Warhaus bislang drei Alben – 2016, 2017 und 2022. Im selben Jahr brachte Simon Casier als Zimmerman The Afterglow heraus. Jinte Deprez folgte 2017 als J. Bernardt mit dem Album Running Days.
Im April 2018 gab Balthazar bekannt, dass Patricia Vanneste die Band nach mehr als 14 Jahren verlässt. Gleichzeitig gaben sie bekannt, dass derzeit an einem vierten Album gearbeitet wird. Tijs Delbeke trat daraufhin an die Stelle von Patricia Vanneste.
Nachdem sich Devoldere, Casier und Deprez gegenseitig bei ihren Solo-Projekten beobachteten, wuchs eigenen Angaben zufolge die Lust, gemeinsam als Balthazar weiter Musik zu machen. Es folgte, inspiriert durch die jeweiligen Solo-Projekte, das vierte Album Fever, das 2019 veröffentlicht wurde. Zwei Jahre später folgte ihr fünftes Studio-Album Sand. Gefolgt wurde es von der Veröffentlichung Sand Castle Tapes aus dem Jahr 2022. Das Album war, so die Band, eine spontane Freude-Bekundung nach dem Ende der Corona-Pause und wurde in einem alten Schloss nahe Brüssel aufgenommen. Neben Neueinspielungen von acht Tracks, die bereits auf Sand präsent waren, dokumentiert das Album zwei neu – in Form einer Jam-Session – eingespielter Stücke.

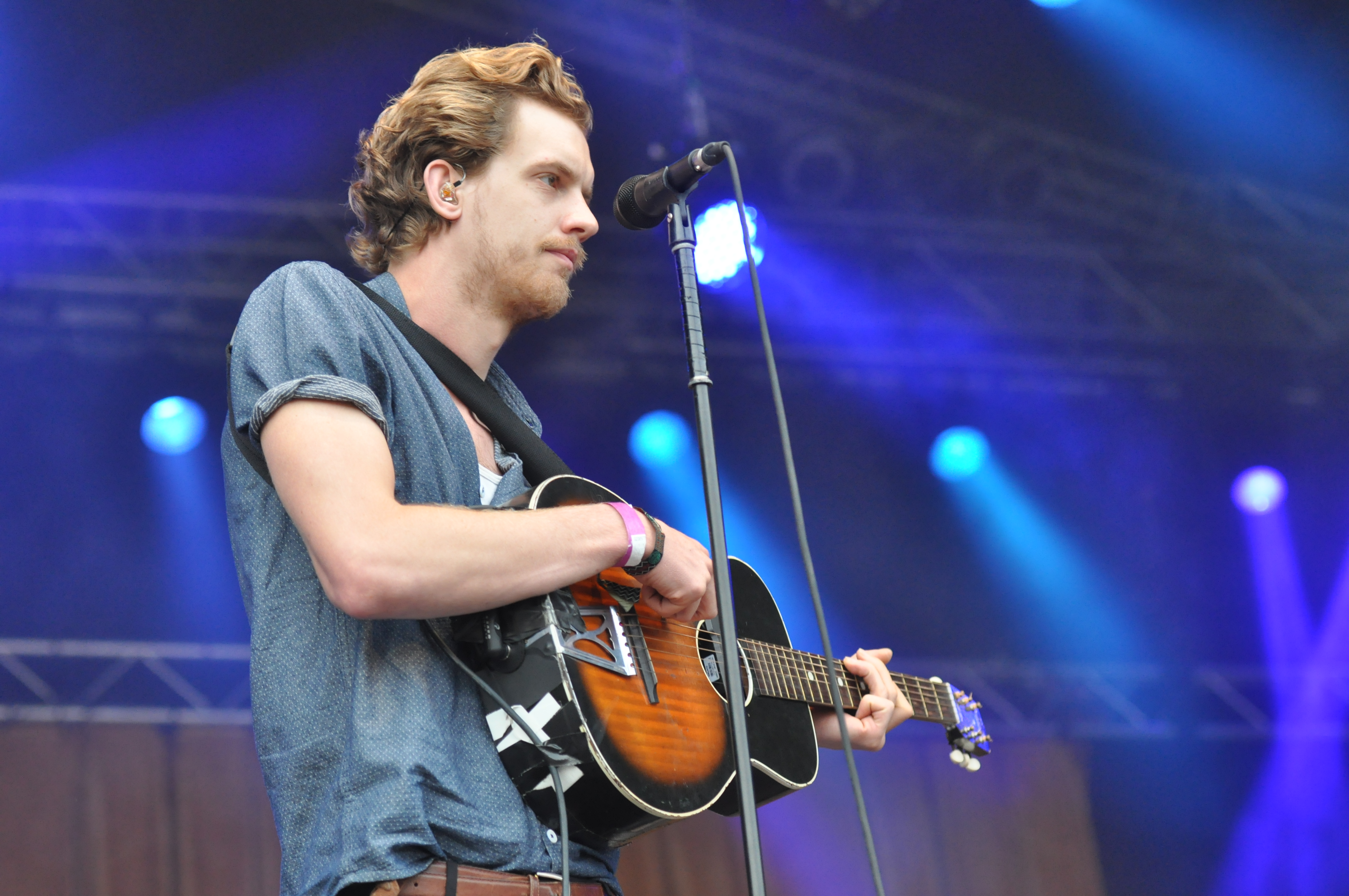
Leadsänger Maarten Devoldere
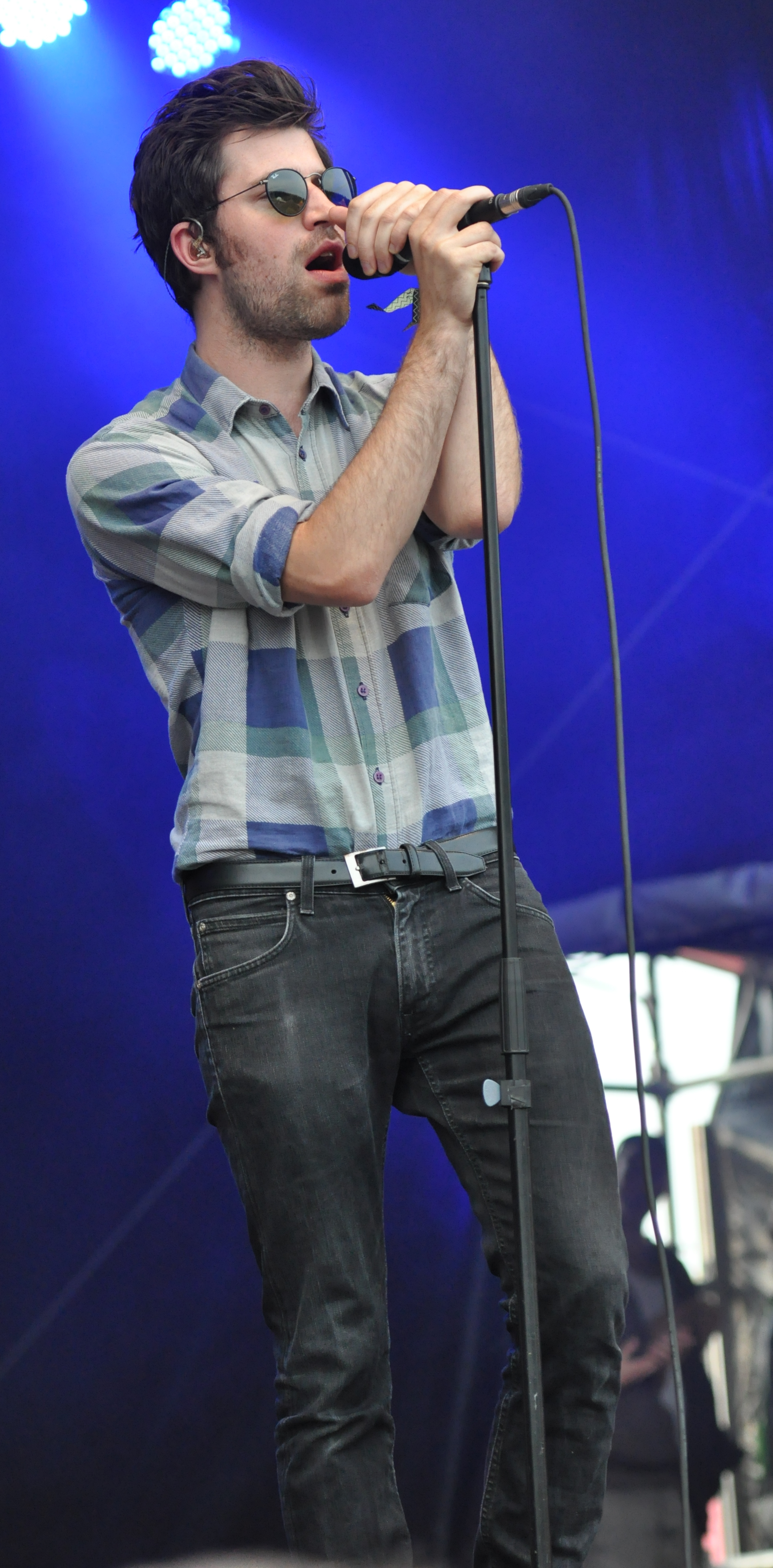
Leadsänger Jinte Deprez
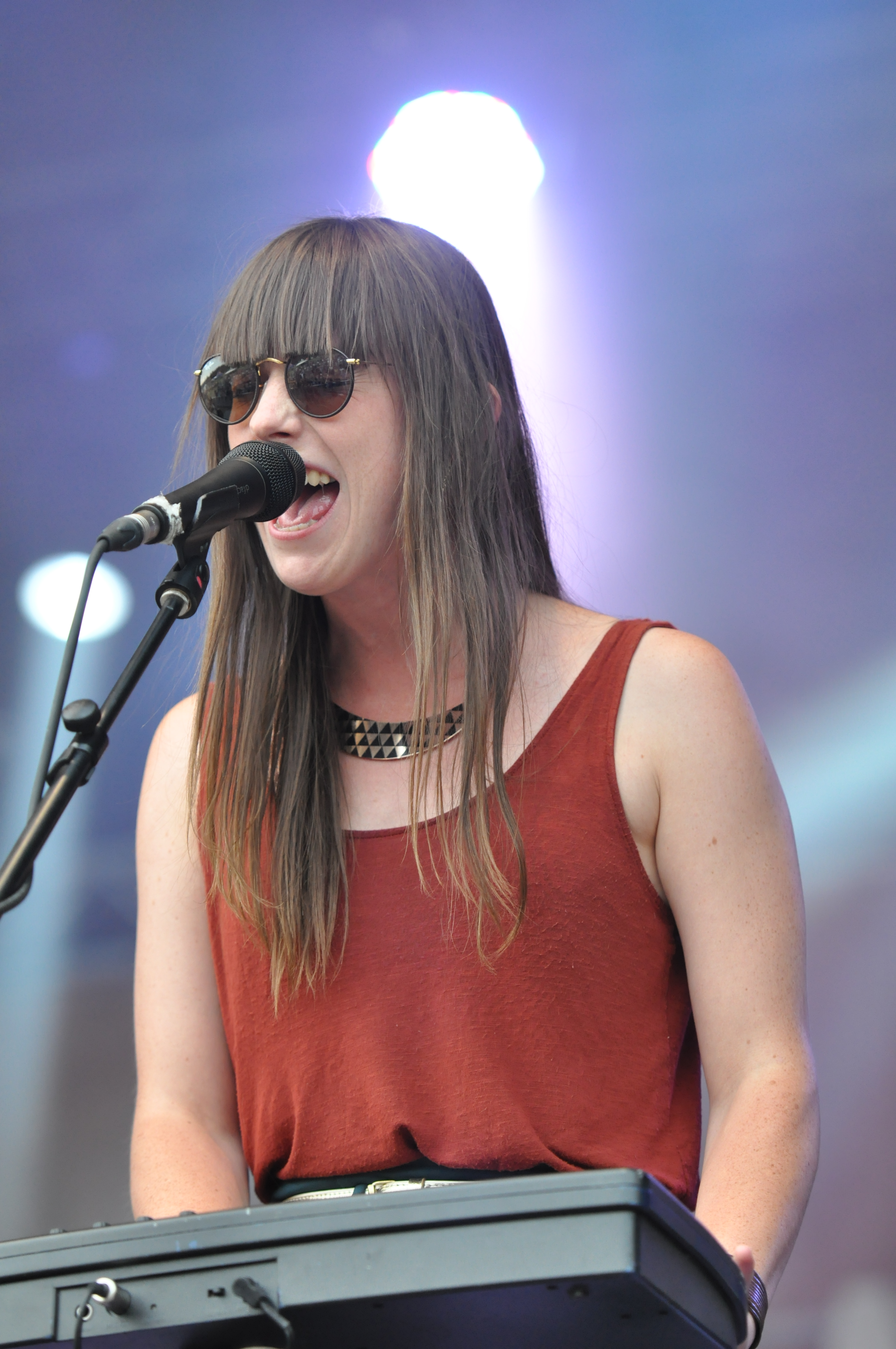
Patricia Vanneste
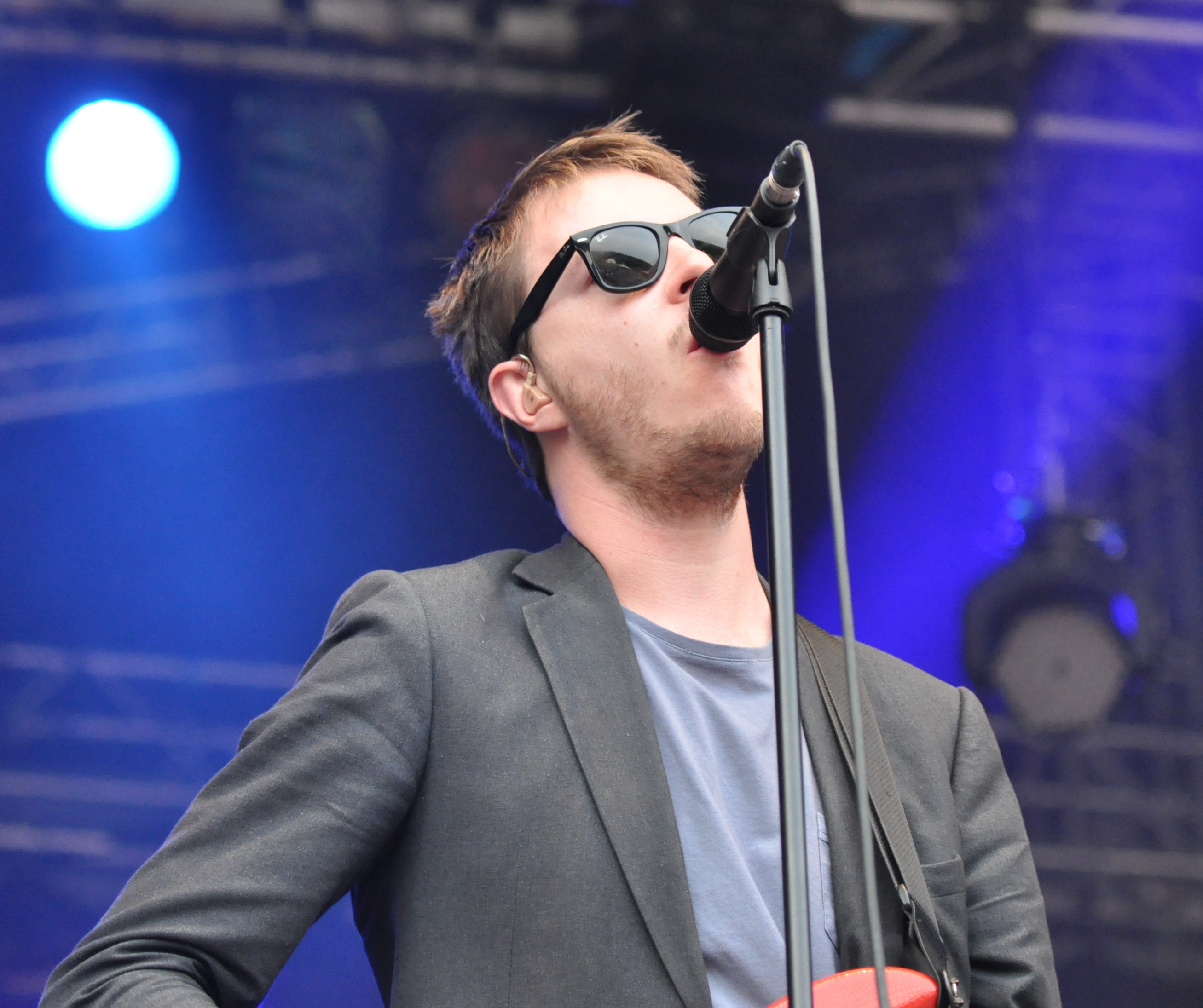
Simon Casier
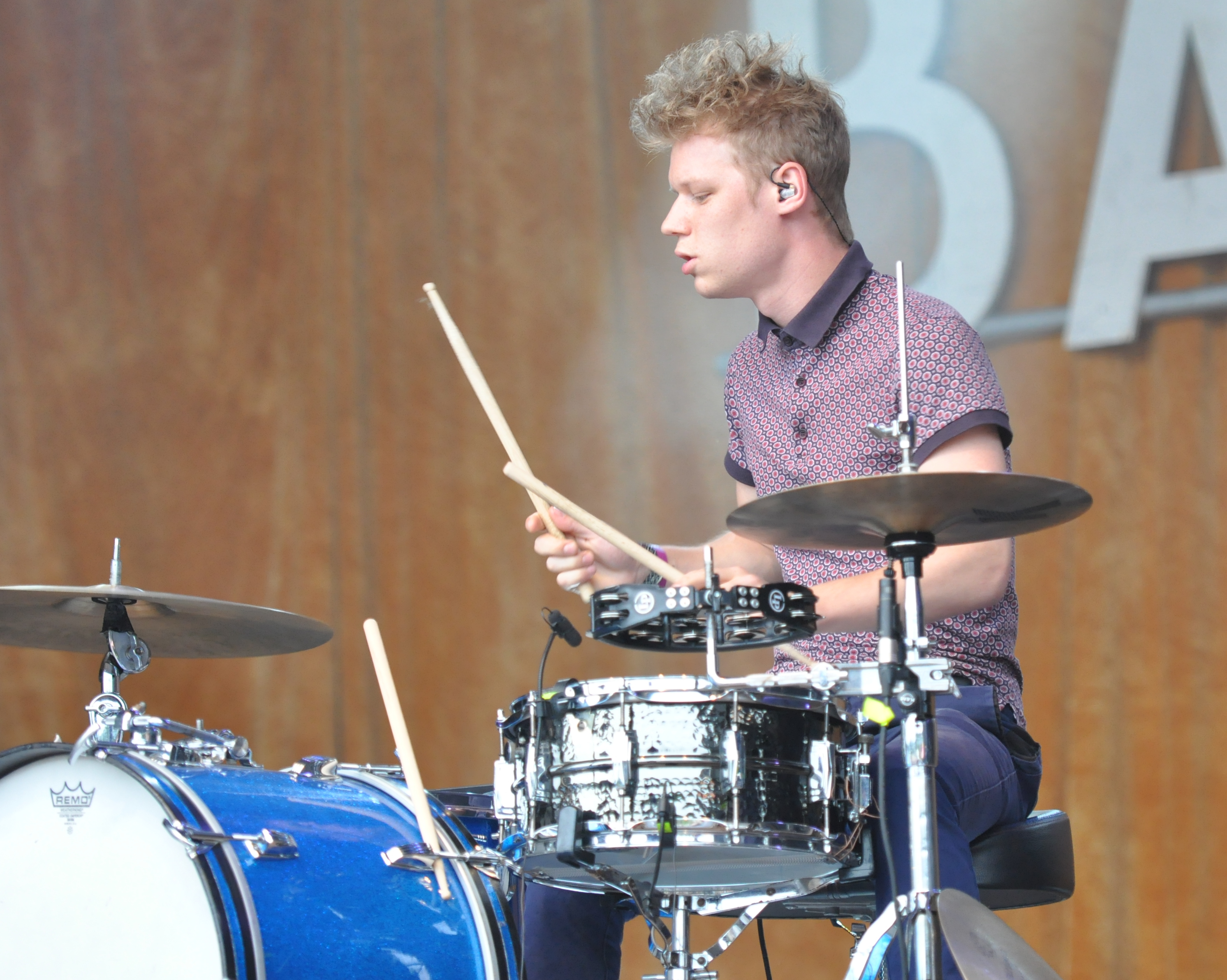
Michiel Balcaen

## Diskografie
EPs
- 2006: Balthazar (Radical Pigeon Recordings)

Alben
- 2010: Applause (PIAS Recordings / Rough Trade)
- 2012: Rats (Play It Again Sam / Rough Trade)
- 2015: Thin Walls (Play It Again Sam / Rough Trade)
- 2019: Fever (Play It Again Sam / Rough Trade)
- 2021: Sand (Play It Again Sam / Rough Trade)
- 2021: Sand Castle Tapes